# باشگاه فوتبال شفیلد یونایتد
باشگاه فوتبال شفیلد یونایتد (به انگلیسی: Sheffield United Football Club) یک باشگاه حرفه‌ای فوتبال در لیگ برتر فوتبال انگلستان است که در شهر شفیلد در کشور انگلستان قرار دارد. این باشگاه در سال ۱۸۸۹ و با انشعاب از باشگاه کریکت شفیلد یونایتد تشکیل شد. لقب این تیم شمشیرها است که اشاره به سابقه شهر شفیلد در تولید محصولات استیل و فلزی دارد. ورزشگاه خانگی این تیم برامال لین نام دارد که ۳۲٬۰۵۰ نفر ظرفیت دارد.
شفیلد یونایتد سابقه یک قهرمانی لیگ فوتبال انگلستان در فصل ۱۸۹۸ و چهار عنوان قهرمانی جام حذفی فوتبال انگلستان را در کارنامه دارد. لباس اول تیم شفیلد یونایتد از پیراهن راه راه قرمز و سفید به همراه شورت مشکی تشکیل شده‌است. این تیم رقابت دیرینه و سنتی را با تیم شفیلد ونزدی دارد.